# گرین پکت
گرین پکت (انگلیسی: Green Packet) شرکت مخابرات مالزیایی است، که در سال ۲۰۰۰ تأسیس شد.